# Аземина Грбић
Аземина Грбић је југословенска певачица народне музике и интерпретаторка севдалинке.

## Биографија
Рођена је у Дервенти. Још као мала је маштала да постане певачица. Узор јој је била позната интерпретаторка севдалинке Нада Мамула.
Са хармоникашем Вељом Поповићем је наступала по кафанама на чувеној Ибарској магистрали пре дискографске каријере. Певала је у Врњачкој Бањи када је чуо композитор Будимир Буца Јовановић, предложио је Аземини да дође у Београд како би снимили плочу. У Београд је дошла 1970. године, и одмах наступала у тадашњој легендарној и елитној кафани Скадарлија. Прву сингл плочу по имену „Не кажи ми збогом ни данас ни сутра” снимила је са Буцом Јовановићем 1970. године.
Сарађивала је са најпознатијим композиторима и текстописцима Србије и Југославије: Буца Јовановић, Добривоје Иванковић, Илија Спасојевић, Спасо Берак, Јовица Петковић, Новица Неговановић, Миодраг Тодоровић Крњевац, Мића Стојановић, Мирко Кодић, Предраг Вуковић Вукас и други. Познате песме: „Низ калдрму клепећу нануле”, „Волим те и ако не смем”, „Тужна прича”, „Мене моја заклињала мајка”, „Коло игра код комшије”, „Жао ми је”, „Варо си ме дуго варо”, "Нека моја душа вене" и многе друге.
Живи у Београду, има кћерку Сузану, унуке Сандру и Мину.

## Награде
- Естрадна награда Србије
- Плакета "Дервентско срце"
- Поставка у "Кући севдаха" Сарајево
- Плакета "Златна лира" за изузетна и незаборавна вокална oстварења, 2021.

## Фестивали
- 1971. Врњачка Бања - Због њега
- 1973. Илиџа - Вјеруј мојој љубави
- 1975. Југословенски фестивал Париз - Теци Босно
- 1978. Илиџа - Растасмо се у прољеће
- 1979. Илиџа - Тако срећна била сам некада
- 2017. Илиџа - Вјеруј мојој љубави, гошћа ревијалног дела фестивала
- 2020. Илиџа - Поклон Босни, гошћа ревијалног дела фестивала и добитница посебне Захвалнице за допринос очувању народне песме
- 2021. Лира, Београд - Гошћа ревијалног дела фестивала и добитница Плакете Златна лира за изузетна и незаборавна вокална остварења

## Дискографија

### Албуми
- Аземина Грбић (1973)
- Аземина Грбић (1976)
- Волим те, волим (1980)
- Жена са сцене (1984)
- Жао ми је (1986)
- Туго, туго (1989)

### Сингл плоче
- Не кажи ми збогом ни данас ни сутра (1970)
- Тужна прича / Лажни осмјех (1970)
- Због њега (1971)
- Волим те и ако не смем (1972)
- Желела бих ћерку или сина (1972)
- Вјеруј мојој љубави (1973)
- Нећу злато које лажно сија (1974)
- Рујна зоро не свани (1974)
- Теци Босно (1975)
- Јајце граде / Босно моја похарана (1976)
- Што се губи оно што се љуби / Није свака жена иста (1976)
- Тако срећна била сам некада (1979)
- Коло игра код комшије / Удри, мујо, шаргију (1979)[3]